# Volucella vesiculosa
Volucella vesiculosa là một loài ruồi trong họ Ruồi giả ong (Syrphidae). Loài này được various miêu tả khoa học đầu tiên năm hors. Volucella vesiculosa phân bố ở miền Tân bắc